# Leptonectes

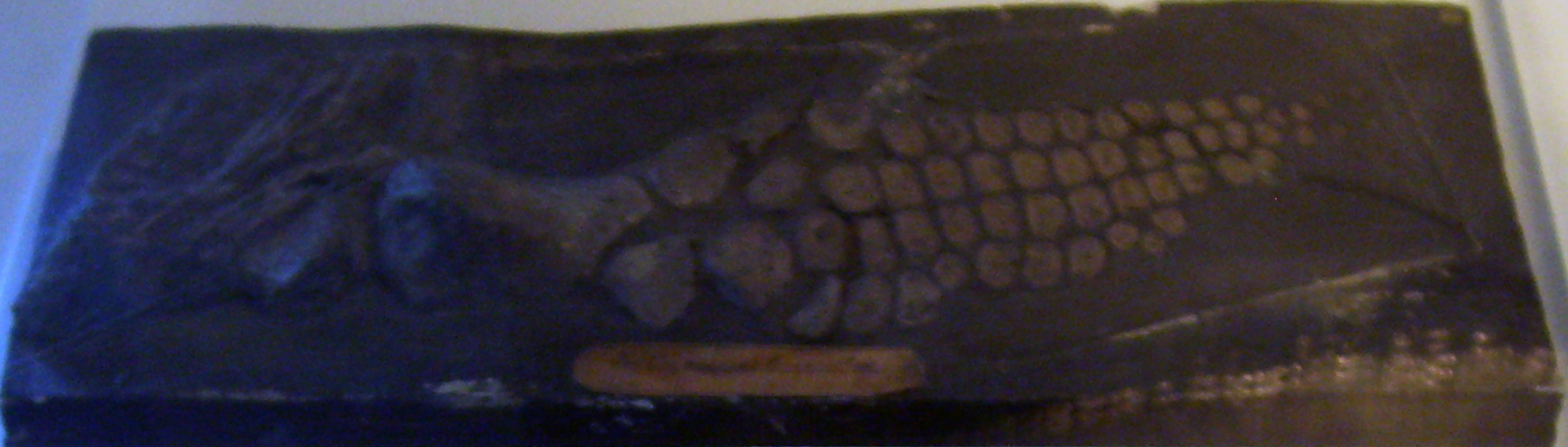
Aleta frontal de Leptonectes tenuirostris del Museo Geológico en Copenhague

Leptonectes es un género de ictiosaurio que vivió desde finales del Triásico al Jurásico Temprano (Rhaetiense - Pliensbachiano). Sus fósiles han sido hallados en Bélgica, Inglaterra, Alemania y Suiza.
Leptonectes es el género tipo de la familia de ictiosaurios Leptonectidae. Fue descrito por primera vez en 1922 por Friedrich von Huene como Leptopterygius. Pero resultó que este nombre ya había sido usado para un género de peces, y por lo tanto, era necesario dar al ictiosaurio un nuevo nombre genérico. Este nombre, Leptonectes, fue establecido en 1996 por Chris McGowan, aplicándolo a las especies Ichthyosaurus tenuirostris (= Leptopterygius tenuirostris) y Leptopterygius solei. Leptonectes era un ictiosaurio de tamaño mediano, con una longitud de unos 4 metros, de los que el cráneo ocupa menos de 1 metro. En la actualidad, el tipo de Leptonectes no está definido por ninguna sinapomorfia, y por lo tanto no puede determinarse si es un taxón monofilético o un grupo parafilético de ictiosaurios basales no incluidos en Eurhinosauria. Leptonectes fue un género con un amplio rango temporal - los ejemplares más antiguos proceden de rocas del Rhaetiense, a finales del Triásico, y los más recientes datan del Pliensbachiano, a principios del Jurásico.